# マロ・ツイタマ
マロ・ツイタマ（Malo Tuitama、1996年3月23日 - ）は、ジャパンラグビーリーグワン静岡ブルーレヴズに所属するラグビーユニオン選手。

## プロフィール
- サモア出身[1]
- ポジションはウィング(WTB)
- 身長 182 cm、体重 91 kg
- U20ニュージーランド代表に選ばれたことがある[2]
- 2024年8月1日に日本代表資格を得て、8月25日に初キャップを得た。
- 日本代表キャップは8。（2025年7月5日現在）
- サモア代表にも選ばれたアラパティ・レイウアは、叔父（母親の16歳下の弟）[3]

## 略歴
サモア出身。6歳でラグビーを始める。
2003年にニュージーランドに家族で移る。
ニュージーランドのスコッツ高校 に進学。ハリケーンズのU18のチームに入り、2016年にはU20ニュージーランド代表でプレーした。
2015年から2018年までウェリントン州代表に所属。
2019年 日本に移り、ヤマハ発動機ジュビロ(現・静岡ブルーレヴズ)に加入。
2020年1月12日に行われたジャパンラグビートップリーグ第1節のトヨタ自動車ヴェルブリッツ戦に途中出場で日本での公式戦初出場を果たす。
2023年に叔父（母親の16歳下の弟）であるアラパティ・レイウア（Alapati Leiua）が静岡ブルーレヴズに入団し、2試合を共に先発出場した。
リーグワン2023-24シーズンでは15トライをあげ、最多トライ選手となり、ベストフィフティーンにも選ばれた。
2024年8月1日から日本代表資格が得られるため（日本に60か月 継続して居住し、条件をクリア）、7月15日に日本代表合宿に召集された。
2024年8月25日（日本時間26日）、日本代表として初出場となるパシフィックネーションズカップ2024の第1試合カナダ代表戦において、開始4分でトライ成功。9月15日の準決勝では、叔父のアラパティ・レイウアがサモア代表として出場し、対戦した。

## 受賞歴

### トップリーグ
- トップリーグ2021 最多トライゲッター[14] - 10トライ

### ジャパンラグビーリーグワン
- 2023-24 リーグワン ベストフィフティーン (WTB) [15]
- 2023-24 リーグワン DIVISION1 最多トライゲッター[15][16][17] - 15トライ

## トライ数・得点
2024年7月15日現在。トップリーグ、リーグワンの公式戦での記録。
| シーズン | 出場数 | トライ数 | トライ による 得点 | トライ 以外の 得点 | 総得点 | 出典・備考                             |
| -------- | ------ | -------- | ------------------ | ------------------ | ------ | -------------------------------------- |
| 2020     | 6      | 11       | 55                 | 0                  | 55     | トップリーグはシーズン途中で終了した。 |
| 2021     | 6      | 10       | 50                 | 0                  | 50     | トップリーグ最多トライゲッター受賞     |
| 2022     | 10     | 6        | 30                 | 0                  | 30     | [ 20 ]                                 |
| 2022-23  | 10     | 9        | 45                 | 0                  | 45     | [ 21 ]                                 |
| 2023-24  | 15     | 15       | 75                 | 0                  | 75     | DIVISION1最多トライゲッター受賞        |
| 2024-25  |        |          |                    |                    |        |                                        |
| 合計     | 47     | 51       | 255                | 0                  | 255    |                                        |